# Jean Vautrin
Jean Georges Hubert Herman, conegut com a Jean Vautrin (Pagny-sur-Moselle, Lorena, 17 de maig de 1933 - Gradinhan, Aquitània, 16 de juny de 2015) és un escriptor, director de cinema, guionista i dialoguista francès.

## Biografia
Després d'estudis de lletres a Auxerre, queda primer al concurs de l'Institut dels alts estudis cinematogràfics (IDHEC). Després de la seva marxa de l'IDHEC, Jean Herman fa el servei militar de 1959 a 1961 al Servei Cinema dels Exèrcits, al fort d'Ivry. Lector de literatura francesa a la universitat de Bombai, es converteix en ajudant de direcció de Roberto Rossellini per a les necessitats del documental  India, terra mare , dirigida per a la televisió italiana. De tornada a França, realitza cinc llargmetratges per al cinema, entre els quala la pel·lícula policíaca Adieu l'ami, interpretat per Alain Delon i Charles Bronson o Jeff  així com diversos telefilms.
S'allunya de la realització a mitjans dels anys 1970 per dedicar-se a l'escriptura.

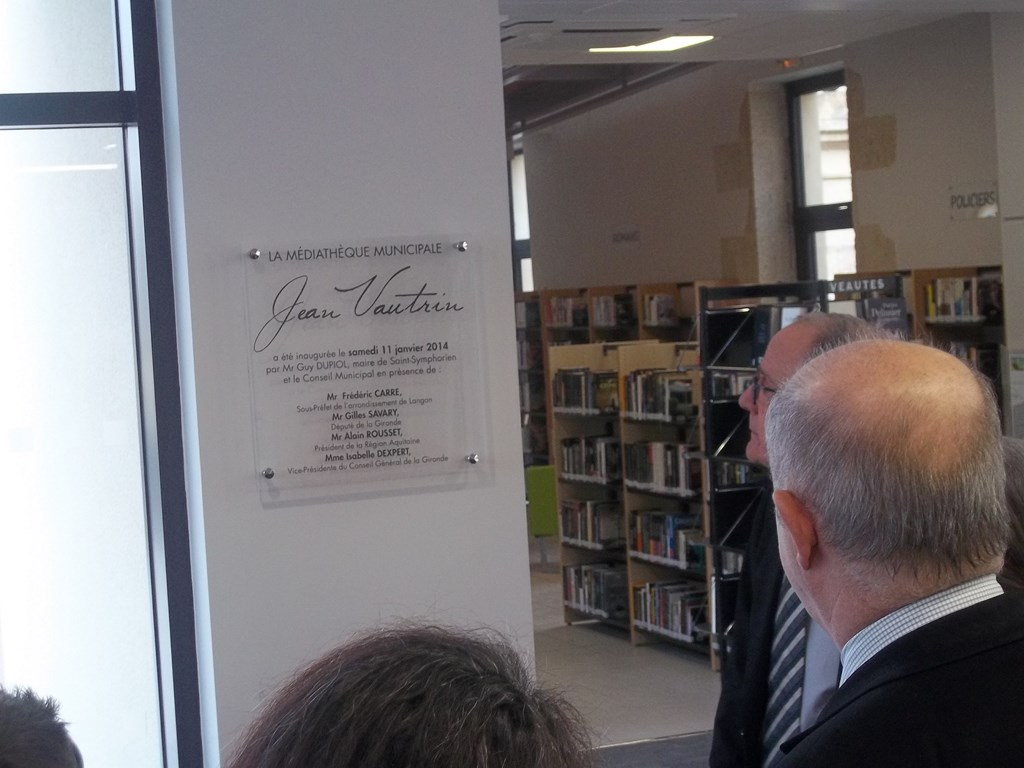
Inauguració mediatheque Jean Vautrin a St Symphorien

Havent-se guanyat una certa notorietat amb el seu verdader nom, adopta el pseudònim de Jean Vautrin quan entra a la literatura. À bulletins rouges, la seva primera novel·la, és publicada el 1973 a la col·lecció «Sèrie negra». Guanya en notorietat com a autor de novel·la policíaca en el transcurs dels anys 1970, amb obres com Billy-Ze-Kick  o Bloody Mary , seguint d'altra banda escrivint amb el seu verdader nom guions per al cinema.
El 1987, amb l'escriptor Dan Franck, crea un personatge de periodista fotògraf anomenat Boro  (el model del qual és Robert Capa), i les aventures del qual, situades en els anys 1930, corren en la sèrie de novel·les titulada Les Aventures de Boro, periodista fotògraf.
S'allunya de la novel·la policíaca i de la novel·la d'aventures amb obres com Patchwork, que obté el Premi des Deux Magots i La Vie ripolin. Un grand pas vers el bon Dieu li val el 1989, la consagració del premi Goncourt. El 1998, rep el premi Louis-Guilloux pel conjunt de la seva obra. L'11 de gener de 2014 es va inaugurar en el municipi de Saint-Symphorien a Gironde una mediateca té que té el nom de Jean Vautrin.

## Filmografia[4]

### Ajudant director
- 1959: Indie, Terre Mère de Roberto Rossellini
- 1961: Paris nous appartient de Jacques Rivette
- 1962:  Els quatre genets de l'apocalipsi de Vincente Minnelli
- 1962: The Longest Day de Ken Annakin

### Director
- 1958: Voyage en Boscavie (codirector: Claude Choublier), curt - Premi Émile-Cohl 1958
- 1960: Actua-Tilt curt de 11 minuts[5]
- 1961: La Quille curt de 15 minuts, Premi del Jurat al Festival de Venècia
- 1961: Les Guerriers llargmetratge inacabat estrenat el 1963 com a curt amb el títol Les Fusils
- 1962: Twist Parade, curt de 6 minuts, Premi al millor documental al Festival d'Oberhausel 1963
- 1962: Le Chemin de la mauvaise route, documental de 58 minuts sobe una parella de camises negres.[6]
- 1967: Le Dimanche de la vie
- 1968: Adieu l'ami
- 1969: Jeff
- 1971: Popsy Pop de Jean Herman
- 1972: L'ou (L'Œuf)
- 1975: Les Grands Detectius, 2 episodis: Un rendez-vous à les ténèbres i Monsieur Lecoq

### Guionista
- 1976: Le Grand Escogriffe de Claude Pinoteau
- 1979: Flic ou Voyou de Georges Lautner
- 1980: Le Guignolo de Georges Lautner
- 1980: L'Entourloupe de Gérard Pirès
- 1981: Garde a vue de Claude Miller
- 1983: Le Marginal de Jacques Deray
- 1984: Rue barbare de Gilles Béhat
- 1984: Canicule de Yves Boisset
- 1985: Urgence de Gilles Béhat
- 1986: Bleu comme l'enfer de Yves Boisset
- 1987: Charlie Dingo de Gilles Béhat
- 2012: L'Été des Lip de Dominique Ladoge (TV)

### Actor
- Le Marginal de Jacques Deray
- 1987: Un monsieur bien mis
- 1998: Le Cri du peuple, Premi Louis-Guilloux pel conjunt de la seva obra i adaptada en dibuixos animats per Tardi
- 2001: L'home qui assassinait sa vie
- 2002: Le Journal de Louise B.

Quatre Soldats français
- 2004: Adieu la vie, adieu l'amour [tom 1]
- 2004: La Donne au gant rouge [tom 2]
- 2009: La grande zigouille [tom 3]
- 2012 : Les années Faribole [tom 4]

## Novel·les curtes
- 1983: Patchwork, Premi des Deux Magots 1984
- 1986: Baby-boom, Premi Goncourt de la nouvelle 1986
- 1989: Dix-huit tentatives pour devenir un saint
- 1992: Courage chacun
- 2005: Si on s'aimait ?
- 2009: Maîtresse Kristal et autres bris de guerre

## Novel·les
- 1973: À bulletins rouges
- 1974: Billy-Ze-Kick, adaptada al cinema Billy Ze Kick per Gérard Mordillat el 1985
- 1977: Mister Love
- 1977: Typhon gazoline
- 1978: Le Mensonge - Chronique des annés de crise, Ed. Encres (ISBN|9782862220055)
- 1979: Bloody Mary, adaptat en dibuixos animats per Jean Teulé el 1983
- 1981: Groom
- 1982: Canicule, adaptada al cinema per Yves Boisset el 1984 i per Baru en dibuixos animats l'abril de 2013 a Éditions Casterman[7]
- 1987: La Vie Ripolin
- 1989: Un grand pas vers le bon Dieu, Premi Goncourt
- 1994: Symphonie Grabuge,
- 1997: Le Rei des ordures

## Premis i nominacions
Premis
- 1982: César al millor guió original o adaptació per Garde à vue